# Professione vacanze
Professione vacanze è una serie televisiva italiana composta da 6 episodi, diretta da Vittorio De Sisti, e andata in onda su Italia 1 nella primavera del 1987. Il telefilm vede come protagonista Jerry Calà nei panni del capovillaggio Enrico Borghini ed è stato girato nel villaggio turistico Cala Corvino a Monopoli nell'estate del 1986.
Alla sua messa in onda la serie riscosse un grande successo, registrando ottimi risultati auditel e divenendo nel tempo un cult.
La serie dal 2007 è disponibile in commercio in un'edizione in formato DVD in 6 dischi, sia per il mercato delle edicole sia come cofanetto, edita da Cecchi Gori Home video.
Nel 2017 al 30º anniversario della serie televisiva, c'è stata una reunion al villaggio Resort Cala Corvino di Monopoli, insieme al cast di Professione vacanze. Hanno partecipato Jerry Calà, Giorgio Vignali, Sandro Ghiani, Gegia e Vito Schirone.

## Trama
Enrico Borghini (Jerry Calà) è un animatore che si ritrova direttore di un villaggio turistico in crisi. Aiutato dal personale del villaggio (che inizialmente gli è ostile) riuscirà a risollevare le sorti della struttura.

## Episodi
| Nº | Titolo                                          | Prima TV Italia |
| -- | ----------------------------------------------- | --------------- |
| 1  | Speriamo che sia vacanza                        | 16 aprile 1987  |
| 2  | Nove settimane e un mazzo                       | 23 aprile 1987  |
| 3  | Un complicato intrigo di camere, donne e dritti | 30 aprile 1987  |
| 4  | Incontri ravvicinati del solito tipo            | 7 maggio 1987   |
| 5  | La donna che sapeva troppo                      | 14 maggio 1987  |
| 6  | A qualcuno piace il calcio                      | 21 maggio 1987  |

### Speriamo che sia vacanza
Enrico, appena tornato da una vacanza, subisce una perquisizione ed un controllo corporale alla dogana. Raggiunge dopo parecchio tempo Maurizio, suo amico e capocuoco della sua impresa di catering. Da lui viene a sapere che la madre Olga ha venduto tutto per fuggire con l'amministratore del condominio. Per rimettersi in carreggiata, Enrico accetta di organizzare una cena per certi italo-americani, ma per riuscire vorrebbe chiedere un prestito alla quasi ex moglie, Olimpia.
L'uomo si fa invitare a cena e quando si presenta in casa della donna, conosce la sua amica e ospite Aurore, una hostess francese che seduce Enrico, ma i due vengono interrotti dall'arrivo di Olimpia. La donna non è arrabbiata, perché il tutto era stato organizzato dalle due amiche. Capito che la moglie non gli presterà un quattrino, Enrico la convince ad apparecchiare la tavola col servizio buono.
Finita la cena, l'uomo si offre di sparecchiare, ma invece passa tutto il servizio a Maurizio, da lui precedentemente chiamato. Arriva la sera della cena e Maurizio ed Enrico servono due mature coppie italo-americane. La cena è un disastro: i commensali non solo distruggono piatti e bicchieri, ma sono anche dei mafiosi che vengono arrestati, ed Enrico con loro. Olimpia aiuta Enrico ad uscire, e lui cerca di rabbonirla seducendola. Ci sarebbe riuscito, se Olimpia non avesse sentito un messaggio nella segreteria telefonica dell'uomo che rivela che lui e Aurore sono diventati amanti.
Enrico avverte Aurore, che lo raggiunge per una serata romantica, oltre che per nascondersi da Olimpia, ma i due sono interrotti dalla madre di Enrico, abbandonata dall'amante che le ha sottratto tutti i soldi. Enrico cerca un impiego qualsiasi e viene ingaggiato come babysitter di Selvaggio, figlio di una coppia snob, dalle manie piromani. Durante la serata il bambino chiama una sedicente veggente televisiva, lady Astrelia, che predice ad Enrico un lavoro basato su ciò che gli piace di più. Subito dopo, Enrico vede la pubblicità di un'agenzia di vacanze che cerca personale.
Salvato Selvaggio da un incendio, appiccato dal bambino con l'accendino sottratto ad Enrico mentre parlava con lady Astrelia, Enrico va al colloquio di lavoro presso l'agenzia, che gli offre il posto di capovillaggio a Cala Corvino, a Monopoli. Giunto sul posto, Enrico trova Lila, Eddie e Safà, dipendenti dell'hotel villaggio, intenti a vendere materiali del villaggio stesso. Dopo aver bloccato la vendita e vista la situazione disastrata del villaggio, Enrico propone ai suoi collaboratori un piano di lavoro molto serrato per preparare il villaggio in tempo per il periodo vacanziero. I tre, contrariati, rifilano a Enrico un piatto estremamente piccante, ma lui, anziché desistere, afferma di volere che i lavori vengano svolti in un tempo ancora più breve. Per vendicarsi, Lila entra nella camera di Enrico e incolla i suoi zoccoli al pavimento.
A causa di questo scherzo, Enrico cade e picchia il naso. Infuriato, esce dalla stanza e incontra Caramella, una ragazza del posto, amica dei tre dipendenti e maniaca delle pulizie. Enrico riesce a catturare la simpatia della ragazza, che gli rivela la paura più grande di Lila, Eddie e Safà: perdere il lavoro. Con la complicità di Maurizio, Enrico simula una telefonata, ascoltata tramite filodiffusione dai tre: Maurizio si finge un dirigente della ditta che propone il licenziamento dei tre dipendenti, ritenuti poco qualificati, ma Enrico si oppone proponendo di tenerli in prova qualche giorno.
Lila, Eddie e Safà, così domati, a cui si unisce Caramella, si sottopongono al piano di lavoro di Enrico. Il villaggio è pronto e, la sera della vigilia dell'apertura di stagione, Enrico non trova i suoi collaboratori. Questi gli hanno preparato una sorpresa: avendo scoperto che era il suo compleanno, hanno preparato una torta per Enrico. Questi, spegnendo le candeline, spera che tutti insieme passino una bellissima estate.

### Nove settimane e un mazzo
Arrivano i primi villeggianti, tra i quali un gruppo di punk, capeggiati dal rozzo Ottone, che hanno vinto il soggiorno al villaggio. Essi si distinguono fin dall'inizio disturbando gli altri clienti con atteggiamenti irritanti e atti di vandalismo. Lila, Eddie, Safà e Caramella, non sopportando Ottone e i suoi, scioperano ed Enrico chiama al villaggio la madre Olga. La donna è convinta di poter fare una vacanza gratis, ma Enrico la convince a lavorare in cucina. Dopo alterne vicende Enrico, al termine della settimana, propone una festa che termina con torte in faccia al prepotente Ottone e al suo gruppo, che convince gli scioperanti a riprendere il lavoro. La mattina seguente i punk se ne vanno e Ottone promette ad Enrico che un giorno si rincontreranno.
Giorni dopo arrivano al villaggio un facoltoso uomo di mezza età con la sua fidanzata, Mia Star, diva dei fotoromanzi, bellissima e provocante, che attira subito le attenzioni di Enrico. Di nuovo, Lila, Eddie, Safà e Caramella decidono di non collaborare con Enrico, che si prodiga nei confronti della sexy star, e l'uomo convince nuovamente la madre Olga, rimasta come ospite del villaggio, a tornare in cucina. Mia è attratta da Enrico, il quale non sa, però, che il suo compagno è il direttore regionale che deve licenziare o confermare Enrico. Enrico seduce Mia, senza sapere che i suoi collaboratori lo spiano, scattando foto compromettenti. I quattro organizzano uno spettacolo, basato su quelle foto, smascherando la tresca. Ma proprio in quell'occasione, Enrico viene a conoscenza dell'identità dell'uomo a cui ha soffiato la ragazza.
Mia parte, abbandonando Enrico una volta scoperto che è uno spiantato. Il direttore se ne va insieme alla madre di Enrico: i due erano vecchie conoscenze e incontratisi al villaggio avevano avuto un ritorno di fiamma. Fotografati per errore da Safà, avevano permesso a Lila di ricattare l'uomo, svelando la parentela della donna con Enrico stesso, impedendone così il licenziamento. Appena partita la coppia, arriva al villaggio Maurizio, chiamato dalla madre di Enrico, che lo assume come cuoco e membro dello staff. Enrico promette a Lila e Caramella, come ringraziamento, un appuntamento romantico a tre, ma si fa trovare addormentato dalle due, che escono con Eddie e Safà. Ma in realtà è un trucco: in camera con Enrico c'è già Carla, un'ospite del villaggio.

### Un complicato intrigo di camere, donne e dritti
Enrico deve affrontare un problema: la presenza dei playboy locali, capeggiati dal fascinoso Benito, intenzionati ad introdursi al Villaggio per sedurre le clienti. Tra i due gruppi lo scontro è acceso. Benito si introduce una prima volta, seducendo una donna. Il marito, volendo vendicarsi, vorrebbe passare una notte con Lila, che accetta se poi passerà la notte con Enrico. Ma Caramella sabota tutto, mettendo polvere pruriginosa nel letto dell'amica. Benito, introdottosi nuovamente, seduce un'altra donna e con lei si rifugia proprio in camera di Lila. Benito e la donna sono sorpresi da Enrico e dal marito, arrivato al villaggio in anticipo per raggiungere la moglie. Aiutato da Lila, Enrico fa travestire da donna il marito tradito e invita Benito con il pretesto di fare da ospite d'onore.
Enrico presenta al playboy l'uomo travestito; inizialmente titubante, perché il soggetto non è il suo tipo, Benito lo/a corteggia perché punto nell'orgoglio e lo/a porta in camera. Qui l'uomo si rivela e Eddie e Safà fanno foto compromettenti, che vengono poi rese pubbliche, provocando la fuga di Benito ormai screditato davanti ai suoi amici. Quella stessa sera, intanto, giungono in barca Olimpia e il suo nuovo fidanzato, Giangi. Cercando di sbarcare insieme all'equipaggio, vengono cacciati tutti malamente dai collaboratori di Enrico perché scambiati per gli amici di Benito. Olimpia e Giangi arrivano al villaggio, accusando lo staff di percosse.
Chiarito l'equivoco, presentano ad Enrico le carte del divorzio, che l'uomo firma, riluttante. Tutt'altro che rassegnato, Enrico sale sulla barca di Giangi e ne distrugge il motore, costringendo lui e Olimpia a fermarsi al villaggio. Poco dopo, con una telefonata anonima, Lila avverte la madre di Giangi che il figlio ha intenzione di sposarsi; arrivata al villaggio informa tutti che Giangi non ha una Lira e che se non fila dritto, alla sua morte, non erediterà nulla, provocando la reazione irritata di Olimpia. All'uomo non resta che partire con la madre. Enrico e Olimpia fanno un'escursione con una barca. La donna chiede al marito di non ricominciare a fare il cascamorto come suo solito. Ma subito, ecco Enrico incollare lo sguardo su una ragazza passata lì col surf. Allo stesso modo, Olimpia viene attratta da un surfista.

### Incontri ravvicinati del solito tipo
Olimpia, scoperto che Enrico ha passato la notte con una spogliarellista francese, parte furiosa. In quel momento, arriva al villaggio Giovanni, un tipo inquietante, che si rivela essere un appassionato di esoterismo che con la scusa di fare le carte alle signore, le seduce, rovinando la piazza a Enrico. Per scoraggiarlo, Enrico e il suo staff lo seguono davanti al cimitero che fa da teatro alla sua seduzione e travestiti da fantasmi e mostri vari, lo spaventano a morte. Questo scherzo, però, provoca il risveglio di un vero fantasma, che fa fuggire gli ospiti del villaggio. Con una seduta spiritica, a cui partecipano tutte le persone coinvolte, scoprono che si tratta del fantasma di una ragazza uccisa dal padre perché questi la riteneva, ingiustamente, disonorata, mentre in realtà era vergine.
Dopo il delitto il padre sarebbe poi fuggito a Roma, diventando un antenato di Lila. La fantasmina, dopo aver posseduto il corpo di Lila, comunica che troverà pace solo dopo aver fatto l'amore, e designa Enrico come suo prescelto. Dopo un periodo di "preparazione", complice anche l'esperto di esoterismo, Enrico incontra la fantasmina e consumano il rapporto. Giorni dopo, grazie anche alla nuova fama del villaggio, arrivano nuovi clienti ed Enrico saluta l'esperto di esoterismo, che sta ripartendo. Mentre questi è in macchina dà un passaggio a una ragazza, somigliante alla fantasmina, che afferma di soffrire l'auto e, con uno schiocco di dita, trasforma la vettura in un calesse... la fantasmina è tornata in vita. Mentre il calesse si allontana, in cielo si nota un oggetto non identificato.

### La donna che sapeva troppo
Per fare un favore al parroco locale, Enrico ospita Peppino, un ragazzino orfano appassionato di gialli e thriller. Al villaggio arrivano anche Arlette, una bella ragazza francese, Ursula Bonetti, una misteriosa donna bruna, e due novelli sposi. Enrico subito corteggia la ragazza, ma lei sparisce in circostanze misteriose. Peppino dà il via a una goffa indagine, coinvolgendo Enrico e tutto lo staff. I sospetti cadono tutti su Ursula, che è stata vista spesso nel posto sbagliato al momento sbagliato. Nel frattempo si organizza un concorso di bellezza dove partecipano anche Lila e Caramella. Il presidente della giuria è il dottor Trampetti, un dirigente della società proprietaria del villaggio, che usa la sua autorità per far vincere il concorso alla sua poco avvenente figlia.
Poi anche Peppino sparisce ed Enrico, sentendosi responsabile, indaga e scopre che il ragazzino e Arlette sono tenuti prigionieri dai due sposi. Enrico cerca di liberare gli ostaggi, ma viene malmenato dalla sposa, finché Ursula arriva in suo aiuto, capovolgendo la situazione. Arlette è figlia di uno scienziato che doveva consegnare il torio, un minerale radioattivo scoperto dal padre, a Ursula, un agente del governo, mentre i due sposi sono in realtà spie straniere. Enrico e i ragazzi dello staff salutano Peppino che è stato adottato da Ursula. Poco dopo arriva un'altra coppia di novelli sposi, ma Enrico li manda via dal villaggio, correggendo il cartello "vietato l'accesso ai cani" con "vietato l'accesso agli sposini".

### A qualcuno piace il calcio
Cala Corvino è in lizza per il premio di miglior villaggio della stagione estiva, conteso dal villaggio di Castellinaria, diretto dall'atletico Conan. Dopo un diverbio fra Maurizio e Conan, viene lanciata una sfida a calcio dove il vincitore si aggiudicherà il premio. Enrico lancia un appello agli ospiti del villaggio, ma la squadra è composta da giocatori veramente scarsi. Quando durante un'intervista radiofonica viene a sapere che Conan dispone di un'ottima squadra, Enrico afferma di avere dalla sua parte Antonio Palombelli, un calciatore professionista. Enrico invita al villaggio Antonio garantendogli anonimato e buona compagnia femminile, ma al suo arrivo trova una folla entusiasta e niente belle ragazze perché la stagione delle vacanze è quasi finita.
Enrico, per convincerlo a restare, mostra ad Antonio le foto delle sue conquiste, tra cui una di Olimpia, che subito attrae il calciatore, ma Enrico afferma che quella donna non tornerà al villaggio. Durante uno show serale, Lila, esibitasi in abbigliamento sexy, attira l'attenzione del calciatore, che chiede a Enrico di combinargli un appuntamento con l'animatrice. Eddie, però, si oppone, rivelando che lui e Lila sono fidanzati. Lila accetta tuttavia di uscire col calciatore, ma una volta appartatasi con lui, usando un anello con una scatoletta nascosta, gli somministra del sonnifero. Il giorno dopo, il calciatore pretende un secondo appuntamento, ma Eddie si oppone e Antonio sembra veramente intenzionato ad andarsene. Tentando di correre ai ripari, Enrico dà un passaggio a una bella autostoppista.
Si tratta di Alice, un'appassionata di viaggi come Enrico, che era in viaggio col fidanzato, pantofolaio e col vizio del gioco, che le ha sottratto tutti i soldi per perderli al gioco. Enrico, venendo a sapere che la ragazza è una fan di Antonio, la invita a rimanere al villaggio. Il calciatore, galvanizzato dal nuovo arrivo, si impegna a giocare nella squadra del villaggio. Alice, che è venuta a sapere della situazione, decide di accettare la corte del calciatore. Lila e Caramella, però, si accorgono che Enrico è molto protettivo con Alice; capiscono che l'amico è attratto da lei e le chiedono di respingerlo per vendicare i torti subiti dalle due animatrici. Alice accetta, ma dopo un po' scopre di essere innamorata di Enrico. Cerca quindi di provocarlo, fingendo di voler passare la notte con Antonio, ma portandosi dietro l'anello di Lila. In quel mentre torna Olimpia, che però trova Enrico totalmente indifferente al suo arrivo.
La notte, Antonio e Alice sono in camera, ma stavolta il calciatore non si fa imbrogliare. Capisce, però, i sentimenti della ragazza e vuole farsi da parte quando arriva Enrico, che gli dà un pugno. Alice fa l'offesa e Antonio esce, arrabbiato. Enrico urla alla ragazza, chiusasi in bagno, che l'ama. Alice esce e passa la notte con Enrico, che però beve lo champagne in cui la ragazza aveva aggiunto il sonnifero. Al bar Antonio incontra Olimpia e passano la notte insieme sulla spiaggia: la donna aveva riconosciuto il calciatore, di cui era una fan. Il mattino dopo è il giorno della partita, ma Enrico è in dormiveglia, a causa del sonnifero, e Antonio è insieme a Olimpia. La squadra è dominata dagli avversari, che segnano otto gol.
Usando un miscuglio di farmaci sciolti nel caffè, Alice sveglia Enrico che entra in campo e segna in rapida successione sette gol. Antonio e Olimpia, addormentati dentro una barca, vengono svegliati dalla radiocronaca della partita. Raggiungono il campo, dove il calciatore si riappacifica con Enrico e segna due gol, permettendo alla squadra di vincere la partita e la coppa. Si chiude la stagione estiva e Olimpia parte con Antonio. Finiti i lavori al villaggio, Eddie parte con Lila, Maurizio rivela di essersi fidanzato con Caramella e Safà, che aveva detto di essere fidanzato, parte da solo senza dare spiegazioni. Enrico e Alice prendono il taxi per partire insieme, ed Enrico dice al tassista di portarli nel paese delle meraviglie.

## Produzione
A ideare la serie nel 1986 fu proprio Jerry Calà, che aveva già avviato da qualche anno la collaborazione con Fininvest interpretando il film per la televisione Yesterday - Vacanze al mare nel 1985. A dare lo spunto per il titolo fu la serie televisiva statunitense Professione pericolo di Glen A. Larson, andata in onda tra il 1981 e il 1986.
Calà propose subito l'idea al suo agente e produttore Claudio Bonivento il quale contattò Silvio Berlusconi, allora presidente di Fininvest, che si disse entusiasta dell'idea e ordinò a Calà di iniziare a scrivere la sceneggiatura. Alla stesura di quest'ultima contribuirono anche Marco Cavaliere, Cesare Frugoni, Maria Rita Parsi e il regista Vittorio De Sisti.
Per prepararsi a interpretare il ruolo Jerry Calà fece uno stage con gli animatori della Valtur e si ispirò a molti dei loro racconti per scrivere la sceneggiatura. Le riprese vennero effettuate in Puglia da maggio a settembre nel 1986 e, in contemporanea con la serie TV, Calà girò anche il suo episodio nel film Rimini Rimini (1987) nei giorni in cui era libero dal set di Cala Corvino.
Le scene in riva al mare vennero girate in un altro villaggio, in quanto Cala Corvino non disponeva di una spiaggia.

## Guest star
Oltre al cast fisso, che interpretava il personale del villaggio vacanze, in ogni episodio erano presenti una o più guest star, tra cui Mara Venier, Silvia Conti, Annabella Schiavone, Guido Nicheli, Caterina Boratto, Laura Troschel, Francesca Romana Coluzzi, Eolo Capritti, Isabella Ferrari, Sabrina Salerno, Teo Teocoli, Giancarlo Dettori, Isabel Russinova, Elvire Audray, Claudio Amendola e Alessandro Benvenuti. Nel periodo delle riprese nel villaggio turistico di Cala Corvino (tuttora esistente a nord di Monopoli) lavoravano come veri animatori Giacomo Poretti e Marina Massironi, che faranno anche un cameo nella serie.

## Sigla
La sigla iniziale della serie era Lady Godiva, mentre quella finale era It's True (Love is Waiting), entrambe cantate da Cristina Hansen. Va ricordato la sigla animata, soprattutto in apertura, su disegni di Giuliana Serano e animato da Francesco Grasso.

## Remake
Nel 2012 è stato realizzato un film ispirato alla serie televisiva, Operazione vacanze diretto da Claudio Fragasso e con protagonista nuovamente Jerry Calà.
La pellicola si differenzia comunque in molti aspetti dalla serie televisiva, a partire dall'ambientazione che è a Scanzano Jonico in Basilicata e non più in Puglia. Oltre a Jerry Calà non vi è inoltre nessuno degli attori originali di Professione Vacanze, e gli altri co protagonisti sono interpretati da Francesco Pannofino, Maurizio Mattioli, Valeria Marini, Massimo Ceccherini ed Enzo Salvi.
Alla sua uscita nelle sale il film non riscosse il successo sperato incassando appena €255.000 e ricevendo pesanti stroncature da parte della critica. Lo stesso Jerry Calà ha definito Operazione vacanze come il film più brutto della sua filmografia, nonché l'unico che non rifarebbe. Nonostante l'insuccesso in sala, quando fu trasmesso per la prima volta in chiaro su Italia 1 il film ha intrattenuto oltre 1.000.000 di persone, pari al 7,73% di share.